# Ponte salina

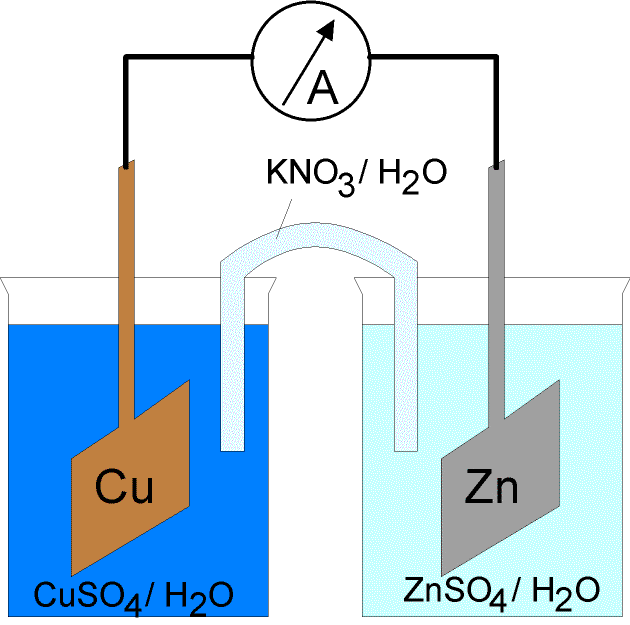
Duas seimicélulas eletroquímicas com

A ponte salina é um elemento utilizado em eletroquímica para unir células de uma pilha.
Trata-se de uma solução de um sal que conecta duas ou mais semicélulas de uma pilha. Embora a forma mais conhecida de uso seja um tubo de vidro em forma de "U" conectando duas soluções separadas, a sua estrutura pode variar de acordo com a necessidade, citando como exemplo o desenho adotado na pilha de Volta, onde era empregado um tecido umedecido como ponte. O sal empregado possui uma mobilidade iônica elevada, normalmente sendo utilizado atualmente, por exemplo, nitrato de potássio ( KNO3 ) ou cloreto de potássio (KCl).
A sua função é permitir o intercâmbio de íons entre as células, permitindo fechar o circuito para a corrente contínua produzida entre os elétrodos que estão mergulhados nas soluções eletrolíticas contidas nas semicélulas. Uma outra função da ponte salina é, para além de fechar o circuito, manter a neutralidade das soluções nas semicélulas: no ânodo a continua oxidação produz um excesso de carga positiva e no cátodo a redução provoca excesso de carga negativa, assim os aniões presentes na  ponte salina dirigem-se para o excesso de carga positiva e os cations para o excesso de carga negativa, fazendo com que as soluções se mantenham neutras.